# Oricia lecomteana
Oricia lecomteana là một loài thực vật thuộc họ Rutaceae. Loài này có ở Cameroon, Gabon, và Nigeria. Môi trường sống tự nhiên của chúng là rừng ẩm vùng đất thấp nhiệt đới hoặc cận nhiệt đới. Chúng hiện đang bị đe dọa vì mất môi trường sống.